# شرکت فناوری
شرکت فناوری (به انگلیسی: Technology company) و یا واحد فناوری (به انگلیسی: Technology unit) گونه‌ای نهاد تجاری است، که بیشتر بر توسعهٔ فناوری تمرکز می‌کند.
در این مفهوم، منظور از فناوری بیشتر فناوری‌های مبتنی بر الکترونیک و نرم‌افزارهای دیجیتالی است. شرکت فناوری می‌تواند در زمینه کسب‌وکار الکترونیک دیجیتال، نرم‌افزار، و خدمات اینترنتی، مانند تجارت الکترونیک کار کند.
بسیاری از شرکت‌های بزرگ فناوری، آوازه خود را از طریق نوآوری و صرف هزینه‌های بسیار برای تحقیق و توسعه به‌دست می‌آورند. برپایه رده‌بندی ۱۰۰۰ نوآوری سال ۲۰۱۷ پرایس‌واترهاوس‌کوپرز، شرکت‌های فناوری، بیشترین نوآوری‌ها را داشته‌اند. شرکت آمازون بالاترین سرمایه‌گذاری تحقیق و توسعه را دارد، و به دنبال آن، آلفابت و اینتل هستند.
چون معمولا دفتر شرکت‌های نوپا تاثیرگذار و فناور در نزدیکی یکدیگر است پارک‌های علم و فناوری بسیاری در جهان وجود دارند. نمونه این پارک‌ها سیلیکون‌ولی در منطقه خلیج سان فرانسیسکو است.
امروزه شرکت‌های سامسونگ الکترونیکس، اپل، آلفابت، آی‌بی‌ام، مایکروسافت، فاکس‌کان، هوآوی، هیتاچی، و دِل به‌عنوان بزرگترین شرکت‌های فناوری جهان شناخته می‌شوند. شرکت‌های فناوری اطلاعات و شرکت‌های های‌تک (فناوری پیشرفته)، گونه‌هایی از شرکت‌های فناوری به‌شمار می‌آیند.
اپل، سامسونگ الکترونیکس، آلفابت، فیس‌بوک، اینتل، مایکروسافت، و علی‌بابا سودده‌ترین شرکت‌ها فناوری هستند.
اپل، آلفابت، فیس‌بوک، مایکروسافت، و آمازون، بزرگترین شرکت‌های فناوری در جهان هستند که بخش بزرگی از بازار فناوری اطلاعات، تجارت الکترونیک، و زیرساخت‌های اینترنت در جهان را کنترل می‌کنند. در سال ۲۰۱۷ (میلادی) ارزش این ۵ شرکت، بیش از ۳٫۳ تریلیون دلار آمریکا بود که ٪۴۰ بازار بورس نزدک-۱۰۰ را به خود اختصاص می‌دادند.

## سطح بلوغ فناوری
یکی از معیارهایی که جهت تعیین میزان آمادگی و بلوغ فناوری (تکنولوژی) بکار میرود، سطح بلوغ فناوری یا (Technology Readiness Level) TRL  است که اولین بار توسط سازمان فضایی آمریکا (ناسا) در دهه ۸۰ میلادی مطرح شد.
TRL ابزاری تحلیلی به منظور ارزیابی سطح آمادگی فناوری (یا تکنولوژی) و میزان خطرپذیری ناشی از بکارگیری فناوری برای توسعه محصول است.
در این جا یک مدل نه مرحله ای به ترتیب زیر برای تعیین سطح آمادگی فناوری به کار گرفته می شود :
TRL1: مشاهده و درک اصول علمی پایه و گزارش آن ها
TRL2: مدلسازی ایده اصلی فناوری و کاربرد آن
TRL3: اثبات عملکرد در سطح مدل ریاضساتی و آزمایش های اولیه
TRL4: دستیابی به نمونه آزمایشگاهی کارآمد در محیط آزمایشگاهی
TRL5: دستیابی به نمونه آزمایشگاهی کارآمد در محیطی که به محیط عملکرد واقعی شباهت دارد
TRL6: دستیابی به نمونه اولبه کارآمد در محیطی کخ به محیط عملکرد واقعی شباهت دارد
TRL7: اثبات عملکرد نمونه اولیه در محیط واقعی
TRL8: تکمیل سیستم نهایی و دستیابی به شرایط لازم برای عملکرد عملیاتی / افزایش مقیاس تولید به سطح تولید پایلوت
TRL9: راه اندازی سیستم نهایی در محیط واقعی / راه اندازی خط تولید

## واحد فناور در ایران
در ایران اصطلاح واحد فناور به شرکت‌هایی اطلاق می‌شود که به عضویت یک پارک علم و فناوری پذیرفته شده باشند.